# Народный орден Труда
Народный орден Труда был учреждён в Народной Республике Болгарии 21 июня 1945 г. в трёх степенях — золотой, серебряной и бронзовой. Орден вручался за выдающие успехи в развитии народного хозяйства и достижения в государственной, общественной, научной, культурной жизни страны. Орденом награждались болгарские и иностранные граждане и трудовые коллективы.
Первым кавалером ордена стал 30 апреля 1946 г. техник Г. Ковачев.
Авторы ордена точно не известны, но, по всей вероятности, ими были профессора Д. Узунов и Л. Димитров.
В первоначальном виде с небольшими изменениями орден существовал 30 лет, до 1977 г. В 1974 г. было принято решение о новом дизайне ордена. Его проект был разработан Б. Козаревым и М. Марковым. Новые знаки III типа стали изготавливаться с 1977 г.
Изготавливался орден первоначально в частном ателье, затем, с начала 50-х гг., на Государственном монетном дворе.

## Описание
Знак ордена был трёх типов. Первый и второй типы имели одинаковую форму и различались лишь подвеской. Первый тип носился на треугольной ленточке и маленьком круглом венке, второй тип — на пятиугольной колодке. Первый тип имел разновидность для дам, в этом случае орден носился на банте из орденской ленты.
Знак ордена I и II типа — круглый, в зависимости от степени позолоченный, посеребрённый или бронзовый. На аверсе изображён рабочий, опустившийся на одно колено и держащий в опущенной левой руке зубчатое колесо и сноп пшеницы, а в поднятой правой руке — молот. На реверсе ордена надпись по окружности «НАРОДЕН ОРДЕН * НА ТРУДА *», в центре — сноп пшеницы и зубчатое колесо.
Лента ордена — красная с белой и зелёной полосками по левому краю.
Знак ордена представляет собой пятиконечную звезду, наложенную на пятиугольник с размером стороны 23 мм. В центре звезды — серп и молот. На реверсе надпись в зависимости от степени — «ОРДЕН НА ТРУДА ЗЛАТЕН НРБ», соответственно, «СРЕБЪРЕН» ИЛИ «БРОНЗОВ», разделённая двумя звездочками.
Знак I степени целиком позолочен, II — белого металла с позолоченной звездой, III — белого металла с оксидированной звездой.